# 琅口镇
琅口镇是中国福建省三明市沙县已经撤销的一个镇。

## 历史沿革
2003年，琅口镇撤销并入新成立的虬江街道。

## 行政区划
撤销前的琅口镇共辖13个行政村，分别是：
柱源村、琅口村、茅坪村、镇头村、山峰村、安坪村、后底村、茶丰峡村、麦元村、曹元村、田口村、肖墩村、田坑村。